# Charles-Marie-Esprit Espinasse
Charles-Marie-Esprit Espinasse (Castelnaudary, 2 aprile 1815 – Magenta, 4 giugno 1859) è stato un generale e politico francese del periodo risorgimentale.

## Biografia

### I primi anni e la campagna d'Africa
Charles Marie Espinasse era figlio di Jean Espinasse e di Germanie Robert. Accolto all'École spéciale militaire de Saint-Cyr nel 1833, ne uscì Sottotenente del 47º Reggimento di fanteria di linea nel 1835, per passare poi nella Legione straniera col quale venne inviato in Africa settentrionale dal 1837. Nel 1838 venne promosso Tenente e dopo due anni di permanenza e la partecipazione a numerose spedizioni, Espinasse sostenne lo scontro di Medeah per il quale si distinse. Cavaliere della Legion d'onore a 27 anni, venne promosso Capitano del 1º Reggimento dei cacciatori a piedi il 17 gennaio 1844 per il valore dimostrato nella battaglia di Biskara dove venne pesantemente ferito. Nel 1847, dopo un periodo di convalescenza, prese parte alla spedizione di Kabylia ed il 18 aprile di quello stesso anno prese parte all'assedio di Beni-Salem.

### La carriera militare e politica
Promosso Tenente Colonnello del 22º reggimento di linea venne rimpatriato per poi prendere parte all'assedio di Roma nell'ambito dei moti della repubblica romana mazziniana, nel corso del quale si distinse entrando per primo nella città pontificia. Nel 1851, prima del colpo di Stato napoleonico, il generale Saint Arnaud lo chiamò a Parigi per comandare il 42º fanteria di linea. Dal momento della dichiarazione di fedeltà al principe-presidente Luigi Napoleone Bonaparte, il 2 dicembre, fu chiamato ad essere suo aiutante di campo e, il 10 maggio 1852 Espinasse venne promosso generale di brigata. All'inizio della campagna di Crimea fu comandante della 1ª Brigata della 1ª Divisione di fanteria. Distintosi nei combattimenti della Cernaia e di Malakoff, venne promosso generale di divisione, comandante della 3ª Divisione di fanteria del II Corpo d'armata del generale Bosquet. Al termine delle ostilità, l'imperatore Napoleone III lo incaricò, nei quadri dell'esercito d'Oriente, di una missione speciale per la quale fu investito di poteri straordinari che gli valsero, rientrato in Francia, la nomina ad ispettore generale di fanteria (1857). Dopo l'attentato dell'anarchico italiano Orsini (14 gennaio 1858), l'Imperatore lo nominò Ministro dell'Interno e della Sicurezza Pubblica, assumendo l'incarico dal 7 febbraio al 14 giugno dello stesso anno, data in cui fu nominato senatore.

### Il ruolo nella Battaglia di Magenta

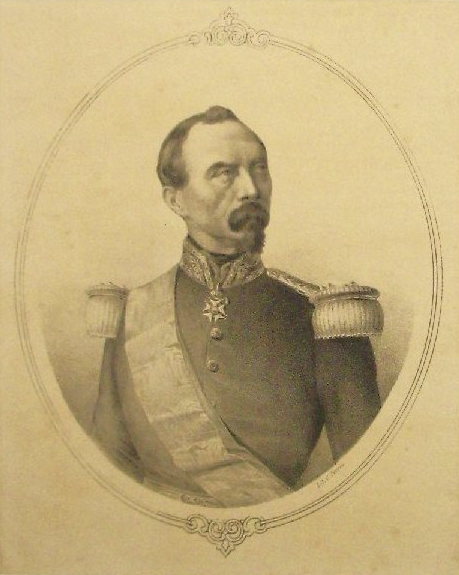
Il generale Espinasse in una litografia d'epoca

Il 2 aprile 1859 raggiunse l'Armata d'Italia come comandante della 2ª Divisione del II Corpo d'Armata del generale Patrice de Mac-Mahon. Il 4 giugno la sua divisione si trovò in difficoltà presso Magenta; Mac-Mahon venne in suo aiuto facendo intervenire i voltigeurs della Guardia del generale Jacques Camou, grazie ai quali Espinasse poté riprendere l'offensiva. Provenendo da Marcallo con Casone, entrò a Magenta attraverso i binari della ferrovia, rimanendo però ferito mortalmente presso Casa Giacobbe assieme al suo Ufficiale d'Ordinanza, il tenente Froidenfond. L'Imperatore confesserà più tardi di avere perso in quest'occasione un amico fedele e la Francia il suo generale di divisione più giovane (aveva appena 45 anni). 
Secondo il resoconto di quella giornata, Espinasse aveva portato con sé dalla Francia il suo fedele cane. L'animale restò al fianco del padrone per l'intera giornata tra i combattimenti. Dopo che Espinasse cadde colpito a morte, non fu più possibile allontanare l'animale dalla salma del generale; allorché questa fu portata in patria, il cane ritornò sul luogo dove il padrone era stato colpito e non se ne allontanò mai più.
Cavaliere della Legion d'Onore nel 1842, Cavaliere Ufficiale nel 1849, Commendatore il 16 agosto 1856, ricevette numerose decorazioni al valore anche da nazioni straniere: ordine pontificale di San Gregorio Magno, Ordine del Bagno d'Inghilterra, medaglia di Crimea di S.M. la Regina Vittoria d'Inghilterra.
La salma del generale Espinasse è oggi tumulata nel Cimitero della Certosa a Bordeaux.
Nel luogo ove morì il generale Espinasse, a Magenta, si trova ancora oggi una lapide commemorativa con un'epigrafe dettata dallo scrittore e poeta Paolo Buzzi nel 1909, in occasione del cinquantesimo anniversario della battaglia:
| QUI, DOVE IL GENERALE DI FRANCIA C. M. ESPINASSE NELLE ANSIE DEL COMANDO PER L'ATTACCO FORMIDABILE AVVENTANDO L'ANIMA EROICA ALL'IMPETO FORIERO DELLA CONTESA VITTORIA CADEVA COLPITO DA PIOMBO MORTALE LA PROVINCIA DI MILANO IN CULTO DI GRATITUDINE QUESTO MEMORE MARMO CONSACRA |

## Matrimonio e figli
Nel 1853 sposò Marie Festugière, figlia di Adrien Festugière de Ruat, industriale nel campo della metallurgia, e di sua moglie Julia Marie Antoinette O'Tard de La Grange. La coppia ebbe insieme tre figli: il generale Louis Napoléon Eugène Jules Jean Espinasse, Adrienne (sposò il generale Philippe de Fontenilliat) e Germaine.